# ماريك يانكولوفسكي
ماريك يانكولوفسكي (بالتشيكية: Marek Jankulovski) من مواليد 9 مايو 1977 في أوسترافا في تشيكوسلوفاكيا، لاعب كرة قدم تشيكي معتزل كان يلعب في خط الدفاع، وهو من أصل مقدوني ووالديه من اليونان، وقد كان اسم عائلته في البداية يانكوليديس ولكن بعد انتقال والده من يوغوسلافيا إلى جمهورية التشيك تم تغيير اسم العائلة إلى يانكولوفسكي.
بدأ مسيرته الكروية مع نادي بانيك أوسترافا في عام 1994 م، وقد لعب لعب 110 مباريات وسجل له 15 هدفا، وفي عام 2000 م انتقل إلى نادي نابولي، ولعب له 20 مباراة وسجل فيها 3 أهداف، وفي عام 2002 م انتقل إلى نادي أودونيزي، ولعب له 90 مباراة وسجل فيها 16 هدفا، وفي عام 2005 انتقل إلى نادي إيه سي ميلان، وهو يلعب فيه منذ ذلك الوقت، ويعتبر يانكولوفسكي أحد ركائز دفاع منتخب التشيك لكرة القدم، حيث لعب له في بطولة كأس أوروبا 2000 و2004 ولعب في كأس العالم 2006، وقد لعب للمنتخب 68 مباراة دولية وسجل فيها 11 هدف معظمهم من ركلات جزاء. الجدير بالذكر أن يانكولوفسكي يلعب كظهير أيسر في الغالب.

## مسيرته الكروية
لعب ماريك يانكولوفسكي خلال مسيرته الاحترافية مع 4 أندية في ثمانية عشر موسمًا وسجل خلالها 42 هدفًا ضمن 370 مباراة. ولم يفز بأي موسم بالكأس وفاز في موسم واحد بالدوري.
خاض ماريك يانكولوفسكي مسيرته مع نادي بانيك أوسترافا في موسم 1994–95 في المرة الأولى ليلعب معه ستة مواسم ثم في موسم 2011–12 لمدة موسم واحد، مشاركًا طوالها في 111 مباراة سجل خلالها 15 هدفًا. ثم انتقل إلى نادي نابولي في موسم 2000–01 ولمدة موسمين، حيث شارك في 51 مباراة سجل خلالها 7 أهداف. لينتقل بعدها إلى نادي أودينيزي في موسم 2002–03 واستمر معه طيلة ثلاثة مواسم، مشاركًا في 91 مباراة سجل خلالها 16 هدفًا. ثم انتقل إلى نادي إيه سي ميلان في موسم 2005–06 ليلعب معه ستة مواسم، مشاركًا في 117 مباراة سجل خلالها 4 أهداف.

## روابط خارجية
- ماريك يانكولوفسكي على موقع الاتحاد الدولي (مؤرشف)  (الإنجليزية)
- ماريك يانكولوفسكي على موقع الاتحاد الأوربي (الإنجليزية)
- ماريك يانكولوفسكي على موقع الاتحاد التشيكي (الإنجليزية)
- ماريك يانكولوفسكي على موقع قاعدة بيانات كرة القدم.إي يو (الإنجليزية)
- ماريك يانكولوفسكي على موقع ناشيونال فوتبول تيمز (الإنجليزية)
- ماريك يانكولوفسكي على موقع Soccerway.com (الإنجليزية)
- ماريك يانكولوفسكي على موقع عالم كرة القدم.نت (الإنجليزية)
- ماريك يانكولوفسكي على موقع كووورة
- ماريك يانكولوفسكي على موقع أوليمبيديا (الإنجليزية)
- ماريك يانكولوفسكي على موقع اللجنة الأولمبية التشيكية (التشيكية)